# Sosnivka, Konotop
Sosnivka (în ucraineană Соснівка; МФА[soˈsɲiu̯kɐ] ⓘ) este un sat în raionul Konotop, regiunea Sumî, Ucraina.
Este reședința comunei cu același nume, din componența căreia fac parte și satul Vilne cătunul Zavodî. Se află în apropiere de izvoarele râului Kukilkî, la 15 km sud-vest de reședința de raion. Numărul de gospodării din localitate este 599, iar populația, de 1161.

## Geografie
Localitatea se află pe malurile râului Kukilka. La 2 km spre sud-est se află satul Vilne, în aval pe Kukilka la o distanță de 6 km se află satul Popivka, iar pe malul opus — satul Șapovalivka.

## Istorie
Satul este atestat documentar de la începutul secolului al XVII-lea. Teritoriul pe care se întinde satul era în curs de colonizare la acea dată de fugari din Ucraina de pe malul drept. Anume în prima jumătate a secolului al XVII-lea, starostele Konotopului, Sosnovski a fondat un sat numit, după el, Sosnivka.
În timpul războiului polono-ucrainean din 1648-1657, satul a intrat în componența unității administrative din jurul Konotopului. După Rada de la Pereialav din 1654, populația Sosnivkăi, ca și întreaga populație a regiunii, a trecut în componența Imperiului Rus.

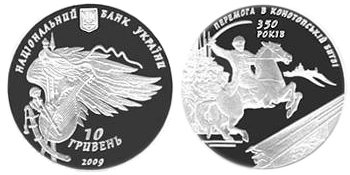
Monedă jubiliară, dedicată aniversării a 350 de ani de la luptele de la Konotop.

În apropierea satului Sosnivka, a avut loc la 28 iunie 1659 celebra bătălie de la Konotop în care hatmanul Ivan Vîhovskîi⁠(d) s-a ciocnit cu trupele țariste de sub comanda prințului Alexei Trubețkoi⁠(d). Bătălia s-a încheiat cu înfrângerea trupelor lui Trubețkoi.
În 1687, satul Sosnivka a fost dat colonelului Iakob Lizogubu din Cerneahov. Apoi, ea a devenit proprietatea moșierului Pokorski. Dincolo de muncile agricole, acesta a început să construiască ateliere meșteșugărești.
În a doua jumătate a secolului al XVIII-lea, în sat a fost conacul generaului Juravka Ivan Tîmofiovîci din timpul hetmanatului.
La sfârșitul secolului al XIX-lea în sat funcționau o distilerie, o moară cu aburi și o fabrică de procesarea laptelui. De trei ori pe an, în ianuarie, iunie și septembrie la Sosnivka se ținea târg de lână la care veneau locuitori și din regiunile vecine uezdului Konotop. O parte a sătenilor lucra în atelierele de fierărie de la Konotop. Prin intermediul acestor țărani-muncitori, sătenii aflau de evenimentele din afara regiunii. Prin urmare, atunci când, în 1905, a început revoluția în Rusia, țăranii s-au ridicat cerând pământ împreună cu greviștii din Konotop.
Evenimentele revoluționare din 1917 nu au trecut nici ele pe lângă Sosnivka. În februarie 1919, a fost organizată prima cooperativă agricolă, din 55 de gospodării. Comitetul revoluționar a alocat acestei cooperative și pământurile moșierilor Pokorski și Volski. În 1929, în sat s-a construit o școală, iar în 1938 a fost organizat și un liceu, după care a izbucnit al Doilea Război Mondial.
Satul a suferit și ca urmare a genocidului ucrainenilor, comis de ocupația sovietică între 1923-1933 și 1946-1947.
În 1958, satul în cele din urmă a fost conectat la rețelele de telecomunicații și s-au construit mai multe case de locuit. În același timp, comuniștii au început să permită tineretului rural să se mute la orașe.
În anii 1990 a avut loc reformarea colhozurilor. În 1997, gospodăria colectivă Frunze s-a reorganizat ca KSP „Sosnivka”. În anul 2000, KSP „Sosnivka” a devenit KSP AF „Sosnivka”.

## Personalități
În sat s-au născut:
- Vasok Vasili Iakovîci⁠(d) (1906-1938) — poet ucrainean, victimă a represiunii comuniste, mort în lagărele Gulagului sovietic.
- Bogdan Vasîl Cemenovîci (1865—1939) — botanist și agronom ucrainean.
- Hrîșko Petro Ostapovîci⁠(d) (1925—2003) — poet umorist ucrainean, membru al Uniunii Naționale a Scriitorilor din Ucraina⁠(d).